# Noah Naujoks
Noah Naujoks (Oud-Beijerland, 2 maggio 2002) è un calciatore olandese, centrocampista dell'Excelsior.

## Carriera
Cresciuto nel settore giovanile del Feyenoord, debutta in prima squadra il 7 agosto 2022, in occasione dell'incontro di Eredivisie vinto per 2-5 contro il Vitesse. Dopo solo due presenze in campionato, il 30 gennaio 2023 viene acquistato dai concittadini dell'Excelsior, firmando un contratto di durata biennale.

## Statistiche

### Presenze e reti nei club
Statistiche aggiornate all'11 marzo 2023.
| Stagione        | Squadra         | Campionato      | Campionato | Campionato | Coppe nazionali | Coppe nazionali | Coppe nazionali | Coppe continentali | Coppe continentali | Coppe continentali | Altre coppe | Altre coppe | Altre coppe | Totale | Totale |
| Stagione        | Squadra         | Comp            | Pres       | Reti       | Comp            | Pres            | Reti            | Comp               | Pres               | Reti               | Comp        | Pres        | Reti        | Pres   | Reti   |
| --------------- | --------------- | --------------- | ---------- | ---------- | --------------- | --------------- | --------------- | ------------------ | ------------------ | ------------------ | ----------- | ----------- | ----------- | ------ | ------ |
| 2022-gen. 2023  | Feyenoord       | ED              | 2          | 0          | CO              | 0               | 0               | UEL                | 0                  | 0                  |             | -           | -           | 2      | 0      |
| gen.-giu. 2023  | Excelsior       | ED              | 5          | 0          | CO              | -               | -               |                    | -                  | -                  |             | -           | -           | 5      | 0      |
| Totale carriera | Totale carriera | Totale carriera | 7          | 0          |                 | 0               | 0               |                    | 0                  | 0                  |             | -           | -           | 7      | 0      |